# Unreal (jeu vidéo, 1990)
Pour les articles homonymes, voir Unreal (homonymie).
Unreal est un jeu vidéo d'action développé par Ordilogic Systems, sorti en 1990 sur Amiga. Il a été adapté sur Atari ST en 1991 et DOS en 1992.

## Système de jeu
Unreal est un jeu d'action qui dépeint un monde médiéval-fantastique. Le joueur incarne le guerrier Artaban qui part délivrer sa promise, la princesse Isolde, enlevée par le Maître des Ténèbres. Tantôt à pied, tantôt à dos de dragon, le héros traverse des environnements naturels peuplés de créatures et de pièges mortels. Le jeu propose huit niveaux.
Les phases à pied se déroule en vue de profil dans des niveaux à scrolling horizontal. Le héros porte une épée qui lui permet de frapper les ennemis. Il peut sauter et s'accrocher à des lianes pour éviter les pièges (herses, chute de pierre, etc) et franchir les obstacles (trou, point d'eau, etc). L'épée possède des propriétés magiques temporaires. En la plongeant dans un feu, elle s'enflamme, renforçant son pouvoir dévastateur. L'épée peut aussi projeter des bulles d'eau, utiles pour éteindre des plates-formes en feu, ou encore projeter des boules de feu. La progression repose essentiellement sur la précision d'exécution et les réflexes, mais de petites énigmes parsèment également le périple.
Les phases à dos de dragon tiennent du rail shooter, à la manière de Space Harrier (1985, Sega). Le dragon, visualisé de derrière, progresse dans des environnements en fausse 3D. Les déplacements sont limités à la hauteur et la largeur de l'écran sur l'avant-scène. Le but est de se faire un chemin entre les obstacles naturels (reliefs rocheux, faunes préhistoriques, projection de lave, etc). Le dragon peut cracher des boules de feu pour tuer les créatures qui surgissent à l'horizon. De nombreux éléments du décor sont destructibles (arbres, murs de glace, ponts, etc).
Le personnage (et son dragon) possède 100 points de vie au départ. Les points diminuent plus ou moins selon le type de dommages reçus (coups, projectiles, brûlure, collision). Une mort instantanée, comme une chute dans le vide ou une noyade, retire 20 points de vie et oblige le joueur a recommencer au début du tableau. Une fois arrivé à zéro, c'est le game over. Des cristaux disséminés dans le décor apportent des bonus : points de vie supplémentaire, points de score supplémentaires, et, pour les phases à dos de dragon seulement, power up (la puissance de feu du dragon varie de 1 à 12) et invulnérabilité temporaire. La difficulté est considérée élevée mais il est possible de sauvegarder la partie après chaque niveau. Les développeurs ont également prévu un mode entrainement (après une mort, le joueur recommence au début du niveau en cours) et un mode caché avec points de vie illimitée.

## Développement
L'équipe franco-belge de Ordilogic Systems ("ancêtre" de Art & Magic) a développé le jeu. Yann Robert et Yves Grolet ont conçu le programme. Franck Sauer et Marc Albinet ont réalisé les visuels. Le groupe Maniacs of Noise (cf. Jeroen Tel) a composé les cinq musiques de jeu. Celles-ci requièrent 512 Ko de mémoire vive ; les ordinateurs dotés d'un Mo pouvaient quant à eux choisir d'avoir des bruitages tout à fait réalistes en remplacement de la musique. L'équipe a plus tard travaillé sur le shoot them up Agony (1992) et le jeu d'action-aventure  Outcast (1999). Jean Luc Wilgaut (scénario), François Déon (art additionnel), Gilles Delmotte (programmation additionnelle), Thomas Landspurg (animation vectorielle) et Michel Janssens (Disk Routines) ont également contribué au développement.
Tim McCarthy, Mike Talbot et Richard Cheek ont réalisé les conversions sur Atari ST et DOS.
La musique a été composée par Charles Deenen.

## Exploitation
Unreal est sorti sur Amiga à l'été 1990 en France et à l'automne 1990 sur les principaux marchés européens. Il est également commercialisé aux États-Unis. Le jeu est proposé sur trois disquettes au prix de 29.99£. Le jeu reçoit des avis favorables de la presse vidéoludique, qui salue la variété du gameplay et la qualité de la réalisation. Souvent comparé à Shadow of the Beast (1989) de Reflections Software, Unreal est alors considéré comme l'un des plus beaux jeux d'action sur Amiga 500.
- ACE 890/1000[2] • Amiga Format 74% • CU Amiga 87% • C+VG 73% • Génération 4 95%[3] • Joystick 93% • Tilt 16/20[4] • Zzap! 87%

La version Atari ST est sortie en 1991  et la version DOS au printemps 1992. Tilt note sévèrement cette dernière (5/20), jugeant la réalisation décevante en comparaison à l'original. Le magazine anglais Zero est plus enthousiaste (82%).